# Nikolaus von Jeroschin
Nikolaus von Jeroschin (o Nicolaus von Jeroschin; 1290 circa – 1341) è stato un presbitero tedesco, cronista dell'ordine teutonico in Prussia.
Nikolaus entrò a far parte dell'ordine teutonico in veste di cappellano del Gran maestro Gottfried von Heimberg (1326-1329). Nel 1328 tradusse la Vita Sancti Adalberti di Giovanni Canapario in medio-alto tedesco. Dal 1331 al 1335 fece lo stesso per il Chronicon terrae Prussiae di Pietro di Duisburg per conto del Gran maestro Luther von Braunschweig, traducendo 27 738 versi. La sua opera è considerata tra le migliori del medio-alto tedesco alto e tardo medievale.
La Di Kronike von Pruzinlant ("Cronaca della terra di Prussia") di Nikolaus era dedicata alla patrona dei Cavalieri teutonici, la Vergine Maria, e ampliava il precedente lavoro di Pietro di Duisburg. La cronaca, la quale presenta toni più appassionati del Chronicon terrae Prussiae, fu poi continuata da Wigand di Marburgo.